# Мартенсраде
Мартенсраде (њем. Martensrade) општина је у њемачкој савезној држави Шлезвиг-Холштајн. Једно је од 84 општинска средишта округа Плен. Према процјени из 2010. у општини је живјело 994 становника. Посједује регионалну шифру (AGS) 1057050.

## Географски и демографски подаци
Мартенсраде се налази у савезној држави Шлезвиг-Холштајн у округу Плен. Општина се налази на надморској висини од 76 метара. Површина општине износи 19,5 km². У самом мјесту је, према процјени из 2010. године, живјело 994 становника. Просјечна густина становништва износи 51 становника/km².